# Třída Lion (1939)
Třída Lion byla nerealizovaná třída bitevních lodí britského královského námořnictva z období druhé světové války. Plánována byla stavba celkem čtyř plavidel. První pár byl rozestavěn roku 1939, po vypuknutí války byly práce přerušeny a později byl celý program zrušen.

## Stavba
Práce na třídě Lion byly zahájeny roku 1937. Pro realizaci byl vybrán projekt z označením 16F/38. V červnu a červenci 1939 byly v loděnicích Vickers-Armstrongs v Newcastle upon Tyne a Cammell Laird v Birkenheadu rozestavěny první dvě jednotky Lion a Temeraire. Později byl objednán ještě druhý pár. Conqueror měla postavit loděnice John Brown & Co. v Clydebanku a Thunderer loděnice Fairfield Shipbuilding and Engineering Co. v Govanu. Následně však vypukla druhá světová válka a práce byly v říjnu 1939 pozastaveny. Kýly druhého páru ani nebyly založeny. Projektové práce ještě nějaký čas pokračovaly, plavidla však zůstala nedokončena.
Jednotky třídy Lion:
| Jméno     | Loděnice          | Založení kýlu    | Spuštěna | Vstup do služby | Poznámka        |
| --------- | ----------------- | ---------------- | -------- | --------------- | --------------- |
| Lion      | Vickers-Armstrong | 4. července 1939 | –        | –               | Stavba zrušena. |
| Temeraire | Cammell Laird     | 1. června 1939   | –        | –               | Stavba zrušena. |
| Conqueror | John Brown        | –                | –        | –               | Stavba zrušena. |
| Thunderer | Fairfield         | –                | –        | –               | Stavba zrušena. |

## Konstrukce
Boční pancéřový pás měl sílu až 381 mm, hlavní paluba měla sílu 152 mm a čela věží 374 mm. Plánovanou hlavní výzbroj tvořilo devět 406mm/45 kanónů BL Mk.II a III umístěných ve třech třídělových věžích. Sekundární výzbroj představovalo šestnáct dvouúčelových 133mm kanónů QF Mk.I ve dvoudělových věžích. Křižníky měly dále nést čtyřicet osm 40mm kanónů. Na palubě se měly nacházet dva hydroplány, startující pomocí jednoho katapultu. Pohonný systém tvořilo osm kotlů Admiralty a čtyři parní turbíny  Parsons o výkonu 130 000 hp, pohánějící čtyři lodní šrouby. Nejvyšší rychlost měla dosahovat 30 uzlů. Plánovaný dosah byl 14 000 námořních mil při rychlosti 10 uzlů.